# Sylwester Wróbel
Sylwester Wróbel – polski politolog, dr hab. nauk humanistycznych, profesor nadzwyczajny Instytutu Nauk Politycznych Wydziału Nauk Społecznych Uniwersytetu Śląskiego i Katedry Nauki o Polityce Wyższej Szkoły Bankowej w Poznaniu Wydziału Zamiejscowego w Chorzowie.

## Życiorys
W 1976 ukończył studia politologii  na Uniwersytecie Śląskim w Katowicach. Obronił pracę doktorską, 23 marca 1993 habilitował się na podstawie pracy zatytułowanej Funkcjonalistyczne koncepcje dynamiki politycznej. Proces i zmiana polityczna. 16 lipca 2015 nadano mu tytuł profesora w zakresie nauk społecznych. Został zatrudniony na stanowisku profesora w Wyższej Szkole Ekonomicznej-Humanistycznej w Bielsku-Białej.
Objął funkcję profesora nadzwyczajnego Instytutu Nauk Politycznych Wydziału Nauk Społecznych Uniwersytetu Śląskiego, oraz Katedry Nauki o Polityce Wydziału Zamiejscowego w Chorzowie Wyższej Szkoły Bankowej w Poznaniu.
Był kierownikiem w Katedrze Nauki o Polityce na Wydziale Zamiejscowym w Chorzowie Wyższej Szkole Bankowej w Poznaniu, oraz członkiem Komitetu Nauk Politycznych na I Wydziale Nauk Społecznych Polskiej Akademii Nauk.